# Tisbe pentataenia
Tisbe pentataenia is een eenoogkreeftjessoort uit de familie van de Tisbidae. De wetenschappelijke naam van de soort is voor het eerst geldig gepubliceerd in 1973 door Volkmann-Rocco.